# Superliga Brasileira de Voleibol Masculino de 2018 - Série C
A Superliga Brasileira de Voleibol Masculino de 2018 - Série C foi a primeira edição desta competição organizada pela Confederação Brasileira de Voleibol. Trata-se da terceira divisão do Campeonato Brasileiro de Voleibol Masculino, a principal competição entre clubes de voleibol masculino do Brasil. A Superliga C substituiu a extinta Taça Prata.

## Regulamento
A Superliga Série C de 2018 contou com a presença de 7 equipes distribuídas em 2 sedes. As equipes jogaram entre si, em turno único em sistema de pontos corridos. As equipes campeãs em cada sede na Superliga Série C de 2018 obtiveram o direito à habilitação para a Superliga Série B de 2019, desde que cumpram as exigências constantes no regulamento da competição.
As equipes do Vôlei São José e Lavras Vôlei conquistaram os seus grupos, como não havia previsão de final, as equipes são consideradas campeãs da edição de estreia.

### Critérios de classificação nos grupos
1. Número de vitórias;
2. Pontos;
3. Razão de sets;
4. Razão de pontos;
5. Resultado da última partida entre os times empatados.

- Placar de 3–0 ou 3–1: 3 pontos para o vencedor, nenhum para o perdedor;
- Placar de 3–2: 2 pontos para o vencedor, 1 para o perdedor.

## Equipes participantes
Segue abaixo a lista das equipes participantes da Superliga Série C de 2018.
| Sede                     | Grupo                             | Equipe              | Cidade         | Temporada 2017 |
| ------------------------ | --------------------------------- | ------------------- | -------------- | -------------- |
| São José dos Campos (SP) |                                   |                     |                |                |
| –                        | Vôlei São José                    | São José dos Campos | 4º Taça Prata  |                |
| –                        | Vôlei Guarulhos/AIG/Nagumo        | Guarulhos           | Estreante      |                |
| –                        | Santos Vôlei/Praia Grande         | Praia Grande        | Estreante      |                |
| –                        | Vôlei Potiguar                    | Natal               | Estreante      |                |
| Lavras (MG)              |                                   |                     |                |                |
| –                        | Lavras Vôlei                      | Lavras              | Estreante      |                |
| –                        | Uberlândia/Gabarito/Start Química | Uberlândia          | 8º Superliga B |                |
| –                        | AABB Rio                          | Rio de Janeiro      | Estreante      |                |

## Locais das partidas
| São José dos Campos      | Lavras             |
| ------------------------ | ------------------ |
| Ginásio SESI             | Lavras Tênis Clube |
| Capacidade: Desconhecido | Capacidade: 3.000  |

## Fase Classificatória
As doze equipes participantes formam quatro grupo, sendo classificada automaticamente para Superliga B a primeira colocada.
- Vitória por 3 sets a 0 ou 3 a 1: 3 pontos para o vencedor;
- Vitória por 3 sets a 2: 2 pontos para o vencedor e 1 ponto para o perdedor.
- Não comparecimento, a equipe perde 2 pontos.
- Em caso de igualdade por pontos, os seguintes critérios servem como desempate: número de vitórias, razão de sets e razão de ralis.

|  | Classificado à Superliga B de 2019 |

### Sede São José dos Campos
|     |                            |     | Jogos | Jogos | Jogos | Resultados | Resultados | Resultados | Resultados | Resultados | Resultados | Sets | Sets | Sets  | Pontos | Pontos | Pontos |
| Pos | Equipe                     | Pts | T     | V     | D     | 3–0        | 3–1        | 3–2        | 2–3        | 1–3        | 0–3        | V    | P    | R     | V      | P      | R      |
| --- | -------------------------- | --- | ----- | ----- | ----- | ---------- | ---------- | ---------- | ---------- | ---------- | ---------- | ---- | ---- | ----- | ------ | ------ | ------ |
| 1   | Vôlei São José             | 9   | 3     | 3     | 0     | 3          | 0          | 0          | 0          | 0          | 0          | 9    | 0    | MAX   | 234    | 191    | 1.225  |
| 2   | Vôlei Guarulhos/AIG/Nagumo | 6   | 3     | 2     | 1     | 2          | 0          | 0          | 0          | 0          | 1          | 6    | 3    | 2,000 | 225    | 179    | 1.257  |
| 3   | Vôlei Potiguar             | 3   | 3     | 1     | 2     | 0          | 1          | 0          | 0          | 0          | 2          | 3    | 7    | 0.429 | 193    | 238    | 0.811  |
| 4   | Santos Vôlei/Praia Grande  | 0   | 3     | 0     | 3     | 0          | 0          | 0          | 0          | 1          | 2          | 1    | 9    | 0.111 | 201    | 245    | 0.820  |

| Data   | Hora  |                           | Placar |                           | Set 1 | Set 2 | Set 3 | Set 4 | Set 5 | Total | Relatório |
| ------ | ----- | ------------------------- | ------ | ------------------------- | ----- | ----- | ----- | ----- | ----- | ----- | --------- |
| 09 nov | 17:00 | Guarulhos/AIG/Nagumo      | 3–0    | Santos Vôlei/Praia Grande | 25–15 | 25–17 | 25–20 |       |       | 75–52 |           |
| 09 nov | 19:00 | Vôlei São José            | 3–0    | Vôlei Potiguar            | 25–14 | 25–19 | 25–22 |       |       | 75–55 |           |
| 10 nov | 17:00 | Guarulhos/AIG/Nagumo      | 3–0    | Vôlei Potiguar            | 25–11 | 25–19 | 25–15 |       |       | 75–45 |           |
| 10 nov | 19:00 | Vôlei São José            | 3–0    | Santos Vôlei/Praia Grande | 27–25 | 25–22 | 25–14 |       |       | 77–61 |           |
| 11 nov | 14:00 | Santos Vôlei/Praia Grande | 1–3    | Vôlei Potiguar            | 23–25 | 20–25 | 25–18 | 20–25 |       | 88–93 |           |
| 11 nov | 16:00 | Vôlei São José            | 3–0    | Guarulhos/AIG/Nagumo      | 25–22 | 32–30 | 25–23 |       |       | 82–75 | Relatório |

### Sede Lavras
|     |                                   |     | Jogos | Jogos | Jogos | Resultados | Resultados | Resultados | Resultados | Resultados | Resultados | Sets | Sets | Sets  | Pontos | Pontos | Pontos |
| Pos | Equipe                            | Pts | T     | V     | D     | 3–0        | 3–1        | 3–2        | 2–3        | 1–3        | 0–3        | V    | P    | R     | V      | P      | R      |
| --- | --------------------------------- | --- | ----- | ----- | ----- | ---------- | ---------- | ---------- | ---------- | ---------- | ---------- | ---- | ---- | ----- | ------ | ------ | ------ |
| 1   | Lavras Vôlei                      | 6   | 2     | 2     | 0     | 1          | 1          | 0          | 0          | 0          | 0          | 6    | 1    | 6,000 | 177    | 153    | 1.157  |
| 2   | AABB Rio                          | 3   | 2     | 1     | 1     | 1          | 0          | 0          | 0          | 1          | 0          | 4    | 3    | 1.333 | 163    | 153    | 1.065  |
| 3   | Uberlândia/Gabarito/Start Química | 0   | 2     | 0     | 2     | 0          | 0          | 0          | 0          | 0          | 2          | 0    | 6    | 0,000 | 119    | 153    | 0.778  |

| Data   | Hora  |                     | Placar |                     | Set 1 | Set 2 | Set 3 | Set 4 | Set 5 | Total | Relatório |
| ------ | ----- | ------------------- | ------ | ------------------- | ----- | ----- | ----- | ----- | ----- | ----- | --------- |
| 10 nov | 20:00 | Lavras Vôlei        | 3–0    | Uberlândia/Gabarito | 25–21 | 28–26 | 25–18 |       |       | 78–65 |           |
| 11 nov | 20:00 | Uberlândia/Gabarito | 0–3    | AABB Rio            | 23–25 | 18–25 | 13–25 |       |       | 54–75 |           |
| 12 nov | 20:00 | Lavras Vôlei        | 3–1    | AABB Rio            | 25–22 | 24–26 | 25–17 | 25–23 |       | 99–88 | Relatório |

## Equipes classificadas para a Superliga Série B 2019
As seguintes equipes conquistaram o direito ao acesso: 
| Equipe         | Cidade              |
| -------------- | ------------------- |
| Vôlei São José | São José dos Campos |
| Lavras Vôlei   | Lavras              |